# Leptoneta vittata
Espèce
Leptoneta vittata est une espèce d'araignées aranéomorphes de la famille des Leptonetidae.

## Distribution
Cette espèce est endémique du Var en Provence-Alpes-Côte d'Azur en France. Elle se rencontre dans la forêt du Dom à Bormes.

## Publication originale
- Fage, 1913 : Études sur les Araignées cavernicoles. II. Révision des Leptonetidae. Biospelogica, XXIX. Archives de zoologie expérimentale et générale, vol. 10, no 5, p. 479-576 (texte intégral).